# Таполь
Таполь (фр. Tapol) — небольшой город и супрефектура в Чаде, расположенный на территории региона Западный Логон. Входит в состав департамента Додже.

## Географическое положение
Город находится в юго-западной части Чада, к западу от реки Западный Логон, на высоте 508 метров над уровнем моря.
Населённый пункт расположен на расстоянии приблизительно 399 километров к юго-юго-востоку (SSE) от столицы страны Нджамены.

## Население
По данным официальной переписи 2009 года численность населения Таполя составляла 37 396 человек (17 817 мужчин и 19 579 женщин). Население супрефектуры по возрастному диапазону распределилось следующим образом: 54,1 % — жители младше 15 лет, 43,5 % — между 15 и 59 годами и 2,4 % — в возрасте 60 лет и старше.

## Транспорт
Ближайший аэропорт расположен в городе Мунду.